# Boschi Sant'Anna
Boschi Sant'Anna (Sant'Àna in veneto) è un comune italiano di 1 390 abitanti della provincia di Verona in Veneto.

## Geografia fisica
Boschi Sant'Anna è il secondo comune meno esteso dopo Concamarise della Provincia di Verona. Dista circa 45 chilometri a sud-est da Verona e 6 km da Legnago, principale città di riferimento. L'abitato è composto dal capoluogo e dalle frazioni Boschi San Marco ed Oni. Nel territorio sorgono alcune contrade (Belfiore, Faro e Sabbioni sono le principali) e numerose case a corte e casolari.

## Origini del nome
L'origine del nome di questo comune risale a qualche secolo fa, cioè quando i veneziani si recavano in questo territorio per sottrarre tronchi e legna da portare nella Repubblica Veneziana. Si sa con certezza, che in questa zona nell'antichità, era presente un enorme bosco che dominava il territorio tra Legnago e Montagnana circa. A Venezia servivano grandi tronchi da conficcare nei terreni della laguna sui quali costruire edifici. Uno dei luoghi preferiti nei quali trovare l'occorrente, era questo, grazie anche alla vicinanza del fiume Adige che con il suo corso conduceva nel Basso veneziano. Intitolarono due centri esistenti nella zona, Boschi Sant'Anna e Boschi San Marco, a due figure religiose molto importanti per la città lagunare (Sant'Anna e San Marco Evangelista).

## Storia

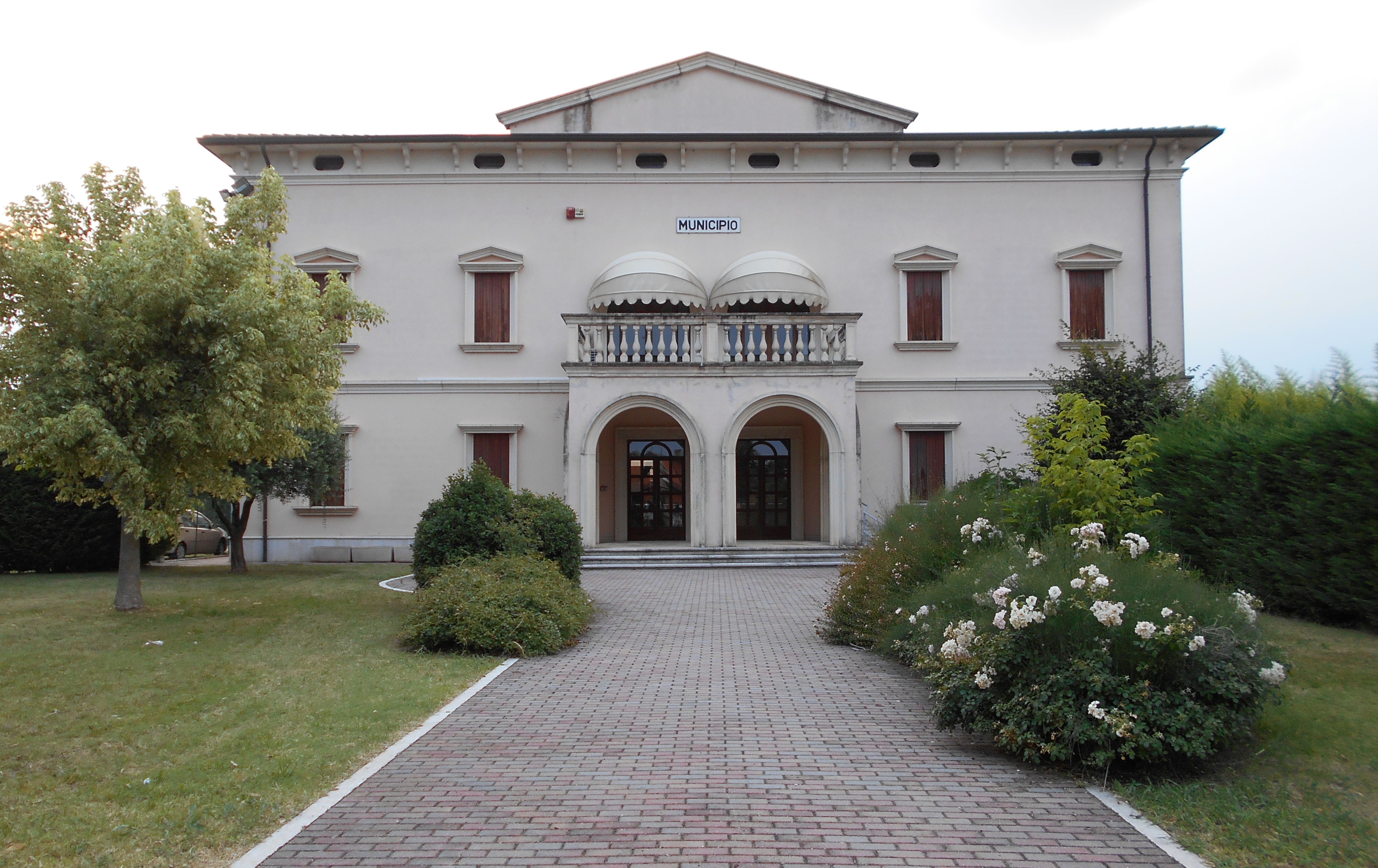
Il municipio di Boschi.

Il territorio, fertile e piatto, non conserva al giorno d'oggi nulla dell'antico splendore della piccola comunità della Bassa veronese. Una volta qui si estendeva una foresta chiamata "Bosco di Porto", opera delle molte alluvioni provocate dal fiume Adige che un tempo passava molto vicino a Boschi (prima della famosa rotta chiamata rotta della Cucca del 589) e non era protetto da solidi argini. All'inizio dell'era cristiana, la zona su cui sorge il piccolo comune doveva già essere stata bonificata, anche se rimaneva circondata da boschi e selve e di qui passava un'importante arteria romana, la strada Vicinalis che collegava le attuali Ostiglia ed Este, come testimoniano alcuni ritrovamenti di pavimentazioni in trachite euganea.

Dopo la caduta dei Longobardi, il borgo di Boschi seguì per molti anni le vicissitudini del più grande comune di Legnago, e passò di mano in mano ai vescovi e alle signorie che governarono la zona.

I primi proprietari del feudo di Boschi furono gli Scaligeri, ormai al termine della loro gloriosa Signoria. Nel 1377 è assegnata ai Dal Verme. Con la caduta dell'importante famiglia veronese, il territorio passò sotto il dominio della Serenissima Repubblica di Venezia e si deve proprio ai veneziani, in data 14 luglio 1507, la costituzione in comunità di Boschi Sant'Anna, col titolo di vicariato.

Poco dopo i veneziani concessero di governare la neonata comunità a Federico Cavalli, difensore della Rocca di Legnago il quale qualche decennio dopo, eresse anche la prima parrocchia. Attorno al 1700, Venezia cedette l'amministrazione del territorio ad un'importante famiglia lagunare, che lasciò una forte impronta a Boschi, i Donà delle Rose.
Questa famiglia lasciò le origini marinare per investire nella fiorente agricoltura della zona, certi di poter ricavare dalla terra un'enorme ricchezza.

Nel 1806, con la pace di Presburgo, Boschi Sant'Anna entrò a far parte del Regno d'Italia Napoleonico e due anni dopo, il comune perse la propria autonomia e fu aggregato a Legnago, già sotto il dominio francese dopo il trattato di Campoformio.

Solo nel 1815 con il Congresso di Vienna, Boschi Sant'Anna riottenne la propria autonomia. Nel 1928, per ragioni amministrative venne unito al comune di Bevilacqua formando il nuovo comune di Bevilacqua-Boschi, soppresso nel 1948 e ridiviso nei due vecchi originari comuni.
Meritevole di menzione risulta infine l’illustre concittadino originario di Boschi Sant'Anna, il conte Augusto Maria Boareto Bozza detto "il Recioto" (Boschi Sant'Anna, 1819 – Venezia, 1857), creatore del pregiato prodotto di vitigni veneti da cui prende il nome, in onore alle sue note avventure galanti. La dolcezza e la persistenza di questo prodotto rappresentavano tutta l'essenza della nota e vivace personalità de "il Recioto". Da qui il nome si diffuse inesorabilmente legato al nome e alle abitudini del suo creatore, fino alla sua triste dipartita in giovine età nel suo palazzo veneziano per complicazioni di sifilide.

### Simboli

Gonfalone comunale

Lo stemma e il gonfalone sono stati concessi con DPR del 25 settembre 1967.
Nello scudo sono presenti gli elementi topografici e storici della comunità: la fascia azzurra rappresenta il corso del fiume Adige, in quanto Boschi Sant'Anna un tempo era attraversata da un ramo del fiume; l'albero rappresenta la folta vegetazione che ricopriva la zona, che ha dato origine al nome Bosco; la stella a sei punte rappresenta i centri che formavano il comune (S. Anna, S. Marco, Oni, Belfiore, Faro e Sabbioni); le lettere S. e A. sono la sigla di Sant'Anna.
Il gonfalone è un drappo troncato di bianco e d'azzurro.

## Monumenti e luoghi d'interesse

### Architetture religiose

#### Chiesa parrocchiale di Sant'Anna XVII secolo-XX secolo
La chiesa andò a sostituire un altro edificio religioso preesistente che rappresentava la cappella privata dei conti Donà delle Rose. È costruita in stile neoclassico.

La facciata è strutturata su due ordini. La parte bassa è divisa in tre campiture separate da paraste contrapposte tra loro che sorreggono un capitello. Nella parte centrale è presente il portale arricchito di stipiti e architrave in pietra e sopra di esso vi è un timpano sorretto da due mensole. Nella parte alta, il secondo ordine, compaiono pochi elementi. A decorarla è presente una cornice a semicerchio avente lo spazio interno pieno, affiancato a destra e a sinistra da due nicchie scavate nella facciata, il tutto sovrastato da un'elegante trabeazione.

Anche il campanile ha sostituito quello precedente, alto 25 metri e caduto a causa di un fulmine nel 1852. I lavori per la realizzazione della nuova torre campanaria durarono dal 1858 al 1864 e alla fine l'opera risultò essere alta 35 metri; la cella campanaria riuscì a contenere 4 campane (5 nel 1894). Successivamente sulla copertura del campanile è stato deposto un angelo annunciatore visibile da molto lontano.

Al suo interno la chiesa presenta un ampio presbiterio che contiene un maestoso altare (sul quale è scolpito l'antico blasone dei Donà) e colorate vetrate ad illuminarlo. Sulla parete centrale è appesa una pala raffigurante sant'Anna.

#### Chiesa parrocchiale di San Marco - XV secolo-XX secolo
Anche questa chiesa sostituì una costruzione preesistente. I lavori per l'ampliamento iniziarono nel 1892. L'attuale facciata dell'edificio risale al 1969, in sostituzione della precedente ritenuta brutta. È formata da due ordini sovrastati da un timpano che sorregge due statue (dedicate a San Marco e a Santa Giustina). Sopra il portale è appeso un bassorilievo raffigurante il Leone di San Marco, simbolo della Serenissima Repubblica di Venezia. Un altro bassorilievo è presente nel secondo ordine e rappresenta Il ritorno del figliol prodigo. La torre campanaria risale al XV secolo anche se ha subito numerose modifiche, l'ultima nel corso del 2008 quando fu riposizionata la cuspide caduta qualche anno prima.
L'interno non contiene opere di rilevante importanza artistica, se non una bellissima tela raffigurante la Madonna delle Grazie restaurata nel 2002.

#### Chiesa di Santa Giustina - Oni
La chiesetta venne costruita attorno al 1920 al centro della frazione e andò a sostituire la trecentesca chiesa di Oni, situata però in zona periferica.

#### Chiesa di Santa Maria - loc. Stopazzola (comune di Minerbe) - XV secolo-XX secolo
Il piccolo edificio religioso, sotto la giurisdizione del comune di Minerbe, ma facente parte della parrocchia di Boschi Sant'Anna, risulta eretto già nel 1440. Al suo interno è presente un affresco raffigurante la Santissima Trinità e un sacello appartenente ad un avo della famiglia dei Stopazzola. Subì un primo restauro nel 1841 ed un altro più recente nel 1987.

### Ville e palazzi

#### Villa Donà dalle Rose
La villa è un elegante edificio formato da tre piani, avente forma simmetrica, un doppio ordine di loggia ed un timpano centrale, sul quale è presente lo stemma gentilizio della famiglia veneziana dei Donà.
Un tempo davanti all'ingresso erano disposte due colonne che sorreggevano altrettante statue raffiguranti guerrieri.

Alla villa è stato tolto lo spazio antistante (per la creazione della piazza di Boschi Sant'Anna nel 1984), e una vasta proprietà di terreni che i Donà le avevano annesso. Inoltre la famiglia veneziana possedeva anche una propria cappella privata, che sarebbe divenuta in un secondo momento la nuova chiesa parrocchiale.

#### Palazzo Rosso - XVIII secolo
Questo imponente ma allo stesso tempo ormai fatiscente edificio, si trova all'ingresso del paese provenendo da Legnago. Risale al XVIII secolo e costituiva nel passato la seconda abitazione dei conti Donà delle Rose. La struttura è formata dal palazzo nobiliare, dalla piccola chiesetta dedicata a san Nicola e da altre costruzioni.

La casa padronale rispecchia quella che era l'antica casa veneta, formata al piano terra da un ampio salone con le stanze disposte lateralmente, così come il primo piano, che era quello definito nobiliare. Presenta balconi e una piccola torre campanaria su un lato della copertura. La corte adiacente è molto ampia e di forma quadrangolare, circondata da costruzioni che servivano da ricovero per animali e attrezzi. Spicca l'imponente torre colombaia.

La cappella invece, incastrata tra la casa padronale ed un altro edificio, è molto sobria e presenta un timpano triangolare e una vetrata a volta, mentre il piccolo portale d'accesso è sovrastato da un altro piccolo timpano.

All'interno è presente un altare e sopra di questo, è impressa l'immagine del Padre Eterno mentre pronuncia le parole compaia la terra!, che alludono al disboscamento di questi luoghi; fino al 1933 all'interno dell'edificio sacro era presente una statua raffigurante san Rocco che veniva festeggiato il 16 agosto per una scampata pestilenza.

Tutto il complesso è stato ereditato in tempi assai recenti dalla famiglia dei Dalla Francesca che utilizzarono però la struttura solo per la lavorazione e l'essiccazione del tabacco e in un secondo momento vendettero il Palazzo Rosso con la chiesetta di San Nicola, lasciandoli nel più completo stato di abbandono.
- Villa Garzoni (Boschi San Marco)

## Società

### Evoluzione demografica
Abitanti censititemplate:demografia

## Economia
Sul territorio, nettamente dedito all'agricoltura, sorgono circa una trentina di aziende agricole che coltivano soprattutto mele e pere (il comune sorge infatti nella zona tipica di produzione della mela), oltre che mais, barbabietole e altri ortaggi. In alcune aziende è stata introdotta la coltivazione del tabacco. Gli altri settori dell'economia santanese sono composti da piccole aziende dedite soprattutto alla lavorazione metalmeccanica, oppure legate all'edilizia e alla carpenteria. Tra il capoluogo e la frazione Boschi San Marco sorge una piccola zona industriale.
- Il comune di Boschi Sant'Anna fa parte dell'unione comunale denominata "Unione comunale Dall'Adige al Fratta". L'unione è composta da cinque comuni: Bevilacqua, Bonavigo, Boschi Sant'Anna, Minerbe e Terrazzo.

## Amministrazione
- 1817-1824 Dep. Pol. Castellani
- 1824-1839 Dep. Pol. Vanti
- 1839-1866 Dep. Pol. Rinaldi Niccolò
- 1866-1866 Sindaco Rinaldi Niccolò
- 1866-1898 Sindaco Rinaldi Luigi
- 1898-1903 Sindaco Mestrello Arcadio
- 1903-1912 Sindaco Rinaldi Ilario
- 1912-1914 Sindaco Prina Virgilio
- 1914-1921 Sindaco Filippin Cav. Giovanni
- 1921-1925 Sindaco Prina Virgilio
- 1925-1927 Podestà Spighi Don Panfilo
- 1927-1928 Podestà Spiazzi Gaetano

Dal marzo 1928 al gennaio 1948 il comune di Boschi Sant'Anna viene unito a quello di Bevilacqua, assumendo la denominazione di Bevilacqua-Boschi.
| Periodo      | Periodo     | Primo cittadino     | Partito                     | Carica                  | Note   |
| ------------ | ----------- | ------------------- | --------------------------- | ----------------------- | ------ |
| gennaio 1948 | agosto 1948 | Nicola Rinaldi      |                             | Commissario Prefettizio |        |
| 1948         | 1950        | Nicola Rinaldi      |                             | Sindaco                 |        |
| 1950         | 1952        | Alfonso Spiazzi     |                             | Sindaco                 |        |
| 1952         | 1956        | Alessandro Panato   |                             | Sindaco                 |        |
| 1956         | 1960        | Gino Permunian      |                             | Sindaco                 |        |
| 1960         | 1962        | Aristide Maestrello |                             | Sindaco                 |        |
| 1962         | 1964        | Luigi Balbo         |                             | Sindaco                 |        |
| 1964         | 1975        | Cirillo Faustini    |                             | Sindaco                 |        |
| 1975         | 1985        | Renzo Tobaldini     |                             | Sindaco                 |        |
| maggio 1985  | giugno 1990 | Roberto Roman       | Partito Socialista Italiano | Sindaco                 | [ 9 ]  |
| maggio 1990  | aprile 1995 | Roberto Roman       | Partito Socialista Italiano | Sindaco                 | [ 10 ] |
| aprile 1995  | giugno 1999 | Roberto Roman       | Lista Civica                | Sindaco                 | [ 11 ] |
| giugno 1999  | giugno 2004 | Marco Guglielmo     | Lista Civica                | Sindaco                 | [ 12 ] |
| giugno 2004  | giugno 2009 | Marco Guglielmo     | Lista Civica                | Sindaco                 | [ 13 ] |
| giugno 2009  | in carica   | Vincenzo Passarin   | Lista Civica                | Sindaco                 | [ 14 ] |

### Gemellaggi
- Khoni, dal 2008